# Marcigliana

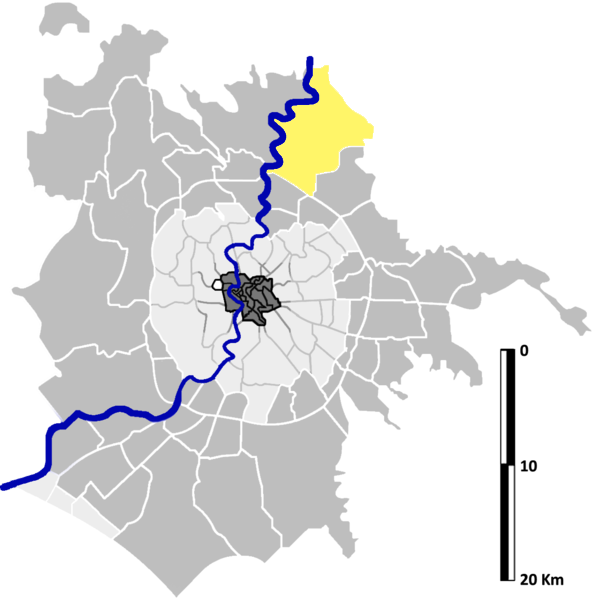
Localisation de Marcigliana sur la carte administrative de Rome.

Marcigliana est une zona di Roma (zone de Rome) située au nord de Rome dans l'Agro Romano en Italie. Elle est désignée dans la nomenclature administrative par Z.III et fait partie du Municipio III. Sa population est de 6 269 habitants répartis sur une superficie de 49,31 km2.

## Lieux particuliers
- Église Sant'Antonio da Padova (1938)